# Цуг (кантон)
Цуг е един от кантоните на Швейцария. Населението му е 113 105 жители (декември 2010 г.), а има площ от 238,69 кв. км. Административен център е град Цуг. Официалният език е немският. По данни от 2007 г. 26,4% от жителите на кантона са хора с чуждо гражданство. Безработицата в кантона е 2,28%.